# Azijnsteek
Azijnsteek is een begrip uit de wijnproductie dat een specifieke bacteriële verontreiniging beschrijft.

## Ontstaan
De verontreiniging ontstaat door luchtcontact tijdens het productieproces waarbij de hygiëne niet goed gemonitord wordt. Hierdoor kunnen de azijnzuurbacteriën Gluconobacter en Acetobacter in de gebottelde fles terechtkomen of in de houten bewaarvaten voor de botteling plaatsvindt. Deze bacteriën zetten dan de aanwezige ethanol met behulp van zuurstof om in azijnzuur. Bij dit chemische proces ontstaat ook ethylacetaat, de verbinding van ethylalcohol en azijnzuur, waardoor de wijn een lijmachtige geur krijgt. De smaak van de wijn wordt bijtend.

## Waarden
In normale wijn wordt gemiddeld tussen de 200 en 300 milligram azijnzuur aangetroffen en tussen de 60 en 80 milligram ethylacetaat per liter. Bij een waarde tussen de 700-800 milligram azijnzuur gecombineerd met tussen de 150-180 milligram per liter ethylacetaat is er sprake van azijnsteek. Bij deze waarden is er al sprake van een specifieke geur en begint de wijn scherp en brandend te smaken. Bij hogere waarden is de wijn totaal ondrinkbaar geworden.

## Remedie
Wanneer de waarden voor de botteling vastgesteld worden wordt er weleens geprobeerd door het toevoegen van een overmaat aan alcohol of suiker de onaangename reuk en smaak te verdoezelen. Bij een correct productieproces echter zorgt men ervoor de houten vaten regelmatig bij te vullen waardoor vorming van azijnzuur voorkomen wordt. De azijnzuurbacterie werd voor het eerst beschreven door Louis Pasteur in zijn Études sur le Vinaigre in 1868 beschreven.